# Садове (Чистопрудненська сільрада)
Садове (рос. Садовое) — селище Нестеровського району, Калінінградської області Росії. Входить до складу Чистопрудненського сільського поселення.
Населення —  42 особи (2015 рік). 

## Населення
| 1910 | 1933 | 1939 | 2002 | 2010 |
| ---- | ---- | ---- | ---- | ---- |
| 87   | ↘83  | ↗126 | ↘68  | ↘42  |